# Ламинци Јаружани
Ламинци Јаружани су насељено мјесто на подручју града Градишка, Република Српска, БиХ. Према попису становништва из 2013. у насељу је живјело 311 становника.

## Становништво
Према попису становништва из 1991. године, мјесто је имало 394 становника.
| Демографија | Демографија | Демографија |
| Година      | Становника  | Становника  |
| ----------- | ----------- | ----------- |
| 1961.       | 560         |             |
| 1971.       | 506         |             |
| 1981.       | 477         |             |
| 1991.       | 390         |             |
| 2013.       | 311         |             |